# Етруски
Етру̀ските (или туски; на латински: Etrusci, Tusci; на гръцки: Τυρσηνοί, Τυρρηνοί – тирсени, тирени), които се самоназовавали расени (Rasenna) или расни (Rasna) (алтернативен термин, използван в научната литература на български, е етрури) са древни племена, населявали през първото хилядолетие пр.н.е. северозападната част на Апенинския полуостров (област – древна Етрурия, съвременна Тоскана). Етруските са създатели на развита цивилизация, предшествала римската и оказала голямо влияние върху нея.

## Произход
Произходът на етруските не е изяснен (според Херодот етруските са дошли от Мала Азия). Също като гърците, етруските не образуват единна нация, а съществуват като множество градове държави със собствено управление. За разлика от римляните, етруските никога не достигат до изграждането на империя. Векове наред етруските са били считани за упадъчни, кръвожадни и склонни към пиратство, суеверие и магия. Образци от етруска вазова живопис (англ. Etruscan vase painting), свидетелстват, че са практикували човешко жертвоприношение. Като цяло образът им е достигнал до нас през погледа на древногръцките и древноримските историци.
В края на VII век пр.н.е. етруските се обединяват в Съюз на дванадесетте града. Около средата на VI век пр.н.е. завладяват областта Кампания. През V–III век пр.н.е. са покорени от Рим. Римляните възприемат от етруските някои строителни похвати и умението да създават напоителни и отводнителни системи. В римската култура навлизат някои етруски гадания.

## Топонимия
С етруските са свързани редица географски названия. Тиренско море е наречено така от древните гърци, тъй като е било владение на тирените (гръцкото название на етруските). Адриатическо море е наречено в чест на етруския град пристанище Адрия, контролиращ северната част на морето. В Рим етруските са били наричани туски, което по-късно е намерило отражение в наименованието на една от административните области на Италия – областта Тоскана.
В Древен Рим областта на етруските съставлявала отделен окръг (триба) с име Луцери.

## Културата на етруските
Етруските достигат висока култура във всички области на живота. От тях римляните заимстват отличителните знаци на царската и консулската институция: златната корона с венец от дъбови листа, скиптърът с орел, фасциите, както и тогата, курулното кресло, ликторите. Благодарение на етруските римляните придобиват знания за техниката на отводняване, за строежа на пътища, укрепления, къщи и храмове.

### Писменост
Етруската писменост е близка до архаичната форма на старогръцката писменост. Запазени са около десет хиляди надписа, които не са разчетени, тъй като езикът не е сроден с други езици и няма намерени двуезични текстове. Най-дългият запазен етруски текст е открит върху парчета ленен плат, увити около мумия.

### Архитектура
Етруската архитектура е специфична с високите си каменни стени, аквадуктите си и други специфики.
Примери от етруската архитектура могат да бъдат видени и до днес в редица градове, например в Перуджа.

### Отношение към жената
За разлика от гърците, етруските са отреждали на жената по-значимо положение в изкуството. Етруските жени са били образовани и са имали достъп до живота на обществото – нещо недопустимо за патриархално настроените гърци. Богатите етруски жени отдавали голямо значение на бижутата си; чрез тях показвали общественото си положение. Това отношение към жените е било повлияно от силната почит към богинята майка, чийто култ е наследен от бронзовата епоха. Често са били изобразявани сцени, в които жената е по-високопоставена от мъжа заради своята възраст, сила или божественост.

### Изкуство
Въпреки голямото влияние на гръцките образци, етруските произведения на изкуството показват собствен усет към красотата и оригинален подход към изображението.

#### Пластично изкуство
Етруските познават различни материали, използвани в строителството и изкуството. За строежите си използват тухли от кал, правят дървени колони с украса от теракота или туф (англ. Tufa). Статуите си произвеждат най-вече от теракота и бронз. Украсяват гърбовете на огледалата с митологични сцени, излети от бронз. В бижутерията използват злато. Скулптурите им са повлияни от стила на Архаиката и ранния класически период. Една от най-прочутите скулптури – на Аполон от Вейи с предполагаем автор Вулка, съчетава форми от двете епохи на гръцкото изкуство. На много от етруските скулптури се открива прочутата архаична усмивка.

#### Изобразително изкуство
В изобразителното изкуство използват фреска и темпера (пигмент, вода и жълтък). Температа дава възможност за по-ярки цветове. Етруските умеят да улавят настроението на мига. Разположени между бурно развиващите се общества на Елада и Рим, на етруските се налага непрекъснато да синтезират умения, нагаждайки се към променливата действителност. Съсредоточени върху настоящето, етруските развиват умение да изобразяват лица на конкретни хора, с което изпреварват гърците в портретното изкуство. Множество образци, достигнали до нас от подземния град Тарквиния, близо до Рим, показват жизнерадостни сцени на аристократични удоволствия – банкети, танци, спорт.
След IV век пр.н.е. се променя настроението на изображенията. Започва изобразяването на тъжни сцени, свързани с тайнствения свят на мъртвите.

## Вяра в задгробния живот. Погребални обичаи
Отношението на етруските към задгробния живот напомня повече за Древен Египет, отколкото за Елада. Сред вещите, намерени в гробниците, са открити предмети от бита – огледала, бижута, оръжия, съдове за хранене и пиене. Този погребален обичай, изглежда, изразява вярата на етруските, че след смъртта си човек притежава и в другия свят същите нужди, умения и бит. До VII век пр.н.е. етруските кремират мъртвите и полагат праха им в урни, в самостоятелни гробници. Тези урни често са във формата на човешки глави, изградени от теракота, бронз и дърво. Стилизираните черти на лицата подсказват стремеж да се достигне подобие с образа на починалия; от този мотив се развива умението на етруските да създават портретни образи. Някои урни наподобяват къщи, като пресъздават архитектурата на етруския дом – симетрична фасада; врата, засводена с арка; пиластри (залепени колони за повърхността) в коринтски стил. Според етруските гробницата е домът на мъртвеца – схващане, споделяно от много неолитни култури.
След VII век пр.н.е. етруските започват да погребват починалите в общи гробища, а не в самостоятелни гробове. Тези гробищни комплекси представляват миниатюрни градове. Етруските изобретяват уникален надгробен паметник – скулптура на починалия в реален размер. Най-чести са изображенията на семейни двойки поради голямата важност на брака в етруското общество. Мъжът и жената се изобразяват равностойно, като фигурите им са в съзвучие. По-късно се появяват саркофази, на които изображенията са в легнало положение. В некрополите си етруските използват и рисунки.

## Гадателско изкуство
В гадаенето етруските следват достиженията на гърците. Мистичната практика за разкриване на бъдещето чрез поличби идва от Изток, от Финикия. В Древна Гърция съществуват два официални типа гадаене: по вътрешноститете на жертвеното животно, особено по черния му дроб; по летежа на птиците. Етруските заемат тези практики, но развиват и гадаене по яйце. От вътрешните органи на жертвеното животно най-важен е черният дроб. Той се дели на зони, съответстващи на различните божества от етруския пантеон.
Гадаенето става по следния ред: три дни по-рано жрецът спира да се храни и да разговаря с околните; отделя се в усамотение и започва да повтаря наум въпроса и името на божеството, към което предстои да се обърне. В деня на гадаенето жрецът се умива и облича чисти дрехи без шевове. Жертвата е украсена предварително; най-често е упоена поради изискването да върви доброволно към олтара. След ритуално очистване се прерязва гърлото на жертвата и кръвта се събира в отделен съд. Едва тогава пристъпва жрецът и изважда вътрешностите. Ако някой орган има сериозна деформация, жертвоприношението започва отначало. Често се принасят в жертва животни дотогава, докато се стигне до благоприятно пророчество. След гадаенето по черния дроб вътрешностите се изгарят като дар за боговете, а месото се изпича и раздава на присъстващите. При жертвоприношение и гадаене, отправено към подземните богове, цялата жертва се изгаря (виж холокост, от гръцкото ὁλόκαυστον – ὁλόν „напълно“ и καυστον „изгаряне“; на български: „всесъжение“).
Гадаенето по яйце се извършва по подобен начин. Жрецът се лишава от храна три дни преди ритуала и се изолира от околния свят. Чрез многократно повтаряне на заклинание жрецът достига до състояние на транс и така пристъпва към гадаенето. В съд с прясна вода се поставя яйце (оплодено или неоплодено). Жрецът обикаля три пъти олтара. След това разчупва яйцето с жертвен нож, изхвърля черупките и гадае по жълтъка, белтъка и зародиша (ако има такъв). Ако жълтъкът се разтече, приношението започва отново. Жълтъкът трябва да остане в центъра и да е заобиколен от белтък. Върху комбинацията от двете се гледа като на астрологическа карта. Белтъкът и жълтъкът са разделени на зони. По хоризонталната ос се делят на лява (източна, добра) и дясна (западна, лоша) част. По вертикалата се делят на горна (северна, предна, бъдеща) и долна (южна, задна, минала) половина. След приключване на гадаенето жълтъкът и белтъкът се пускат в гореща вода и допълнително се тълкуват образувалите се фигури. След това яйцата се раздават на присъстващите като свещена храна.